# Романов, Кирилл Юрьевич
Кирилл Юрьевич Романов (род. 20 января 1990, Ленинград) — российский игрок в пляжный футбол. Мастер спорта международного класса. Двукратный чемпион мира (2013, 2021).

## Биография
Родился в 1990 году в Ленинграде. Воспитанник футбольной школы «Коломяги», первый тренер — Олег Морозов.
В 2006 году дебютировал в пляжном футболе в составе санкт-петербургской команды «TIM», где отыграл два сезона.
В 2008 году перешел в другую петербургскую команду «IBS», где за почти четыре сезона стал серебряным призёром чемпионата и Кубка России.
В сезоне 2011/12 перешёл в «Кристалл», где стал серебряным призёром чемпионата России и бронзовым призёром Кубка России.
В сезоне 2012/13 стал чемпионом России, сыграв 49 матчей и забив 16 голов.
В сезоне 2013/14 стал победителем Кубка европейских чемпионов и серебряным призёром чемпионата России. Всего в сезоне сыграл 53 матча и забил 24 гола.
В сезоне 2014/15 вместе с «Кристаллом» сделал «золотой хет-трик», выиграв чемпионат России, Кубок России и Кубок европейских чемпионов. Сыграл за клуб 54 матча и забил 35 голов, был капитаном команды.
Дебютировал в составе сборной на межконтинентальном кубке в матче против сборной Ирана, выиграл серебро. В том же году стал чемпионом мира и победителем Евролиги.
В 2014 году стал победителем Евролиги, выиграл серебряные медали на межконтинентальном кубке.
На чемпионате мира 2015 выиграл бронзовые медали, вместе с Андреем Бухлицким стал лучшим игроком турнира. Выиграл золото Европейских игр и межконтинентального кубка.

## Достижения

### Клубные
IBS
- Серебряный призёр чемпионата России по пляжному футболу : 2009
- Серебряный призёр Кубка России : 2010

Open Beach Soccer League
- Победитель: 2012
- Серебряный призёр: 2011 (весна)

«Кристалл»
Чемпионат России по пляжному футболу
- Чемпион (8): 2013, 2015, 2016, 2018, 2019, 2021, 2022, 2023
- Серебряный призёр (3): 2012, 2014, 2017
- Бронзовый призёр: 2020

Кубок России по пляжному футболу
- Обладатель (6): 2015, 2017, 2018, 2019, 2021, 2022, 2023
- Бронзовый призёр (2): 2012, 2016

Суперкубок России по пляжному футболу
- Обладатель: 2018

Кубок европейских чемпионов по пляжному футболу
- Победитель (3): 2014, 2015, 2021
- Серебряный призёр: 2018

Open Beach Soccer League
- Победитель (2): 2013 (весна), 2015
- Серебряный призёр: 2013 (зима)

Inter Cup
- Победитель (4): 2017, 2018, 2019, 2023
- Бронзовый призёр: 2022

КПФ «Саратов»
Кубок России по пляжному футболу
- Обладатель: 2024

Сборная России
Чемпионат мира по пляжному футболу
- Чемпион (2): 2013, 2021
- Бронзовый призёр (2): 2015, 2016

Европейские игры
- Чемпион: 2015

Евролига по пляжному футболу
- Победитель (2): 2013, 2014, 2017
- Серебряный призёр (2): 2012, 2019
- Бронзовый призёр (2): 2015, 2016

Межконтинентальный кубок по пляжному футболу
- Победитель (2): 2015, 2021
- Серебряный призёр (3): 2013, 2014, 2018
- Бронзовый призёр: 2016

Мундиалито по пляжному футболу
- Бронзовый призёр: 2017

Всемирные игры
- Серебряный призёр: 2019

Inter Cup
- Победитель: 2021